# Llista d'espècies d'oonòpids
Llista d'espècies de oonòpids, una família d'aranyes araneomorfes. Conté la informació recollida fins al 20 de novembre de 2006 i hi ha citats 68 gèneres i 472 espècies. Tenen una distribució per tots els continents. Hi ha 5 gèneres que concentren la major part de les espècies: Oonops (71), Gamasomorpha (55), Dysderina (44), Opopaea (43) i Orchestina (41).

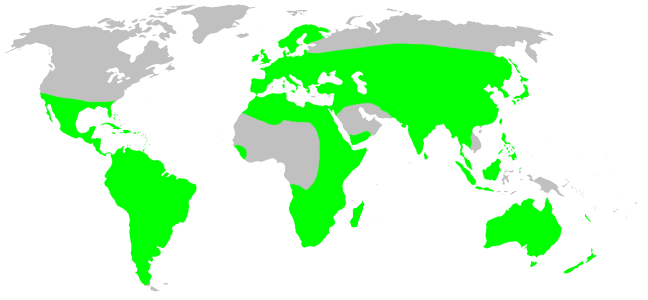
Distribució dels oonòpids

## Gèneres i espècies

### Anophthalmoonops
Anophthalmoonops Benoit, 1976
- Anophthalmoonops thoracotermitis Benoit, 1976 (Angola)

### Aprusia
Aprusia Simon, 1893
- Aprusia strenuus Simon, 1893 (Sri Lanka)

### Aridella
Aridella Saaristo, 2002
- Aridella bowleri Saaristo, 2002 (Seychelles)

### Australoonops
Australoonops Hewitt, 1915
- Australoonops granulatus Hewitt, 1915 (Sud-àfrica)

### Blanioonops
Blanioonops Simon & Fage, 1922
- Blanioonops patellaris Simon & Fage, 1922 (Àfrica Oriental)

### Brignolia
Brignolia Dumitrescu & Georgescu, 1983
- Brignolia cubana Dumitrescu & Georgescu, 1983 (Cuba, Iemen, Seychelles)

### Caecoonops
Caecoonops Benoit, 1964
- Caecoonops apicotermitis Benoit, 1964 (Congo)
- Caecoonops cubitermitis Benoit, 1964 (Congo)

### Calculus
Calculus Purcell, 1910
- Calculus bicolor Purcell, 1910 (Sud-àfrica)

### Camptoscaphiella
Camptoscaphiella Caporiacco, 1934
- Camptoscaphiella hilaris Brignoli, 1978 (Bhutan)
- Camptoscaphiella silens Brignoli, 1976 (Nepal)
- Camptoscaphiella sinensis Deeleman-Reinhold, 1995 (Xina)
- Camptoscaphiella strepens Brignoli, 1976 (Nepal)

### Cousinea
Cousinea Saaristo, 2001
- Cousinea keeleyi Saaristo, 2001 (Seychelles)

### Coxapopha
Coxapopha Platnick, 2000
- Coxapopha bare Ott & Brescovit, 2004 (Brasil)
- Coxapopha carinata Ott & Brescovit, 2004 (Brasil)
- Coxapopha diblemma Platnick, 2000 (Panamà)
- Coxapopha yuyapichis Ott & Brescovit, 2004 (Perú)

### Decuana
Decuana Dumitrescu & Georgescu, 1987
- Decuana hispida Dumitrescu & Georgescu, 1987 (Veneçuela)

### Diblemma
Diblemma O. P.-Cambridge, 1908
- Diblemma donisthorpei O. P.-Cambridge, 1908 (Seychelles, Bretanya (introduïda))

### Dysderina
Dysderina Simon, 1891
- Dysderina abdita Chickering, 1968 (Panamà)
- Dysderina belinda Chickering, 1968 (Panamà)
- Dysderina bimucronata Simon, 1893 (Filipines)
- Dysderina caeca Birabén, 1954 (Argentina)
- Dysderina capensis Simon, 1907 (Sud-àfrica)
- Dysderina concinna Chickering, 1968 (Panamà)
- Dysderina craneae Chickering, 1968 (Trinidad)
- Dysderina desultrix (Keyserling, 1881) (Perú)
- Dysderina dura Chickering, 1951 (Panamà)
- Dysderina furtiva Chickering, 1968 (Jamaica)
- Dysderina globina Chickering, 1968 (Dominica)
- Dysderina globosa (Keyserling, 1877) (Colòmbia, Perú)
- Dysderina granulosa Simon & Fage, 1922 (Àfrica Oriental)
- Dysderina humphreyi Chickering, 1968 (Panamà)
- Dysderina improvisa Chickering, 1968 (Panamà)
- Dysderina insularum Roewer, 1963 (Illes Carolines)
- Dysderina intempina Chickering, 1968 (Panamà)
- Dysderina keyserlingi Simon, 1907 (Brasil)
- Dysderina maXinator (Keyserling, 1881) (Perú)
- Dysderina meridina Chickering, 1968 (Costa Rica)
- Dysderina montana (Keyserling, 1883) (Perú)
- Dysderina obtina Chickering, 1968 (Panamà)
- Dysderina perarmata Fage & Simon, 1936 (Kenya)
- Dysderina plena O. P.-Cambridge, 1894 (Mèxic)
- Dysderina potena Chickering, 1968 (Panamà)
- Dysderina princeps Simon, 1891 (Saint Vincent)
- Dysderina principalis (Keyserling, 1881) (Colòmbia)
- Dysderina propinqua (Keyserling, 1881) (Colòmbia)
- Dysderina purpurea Simon, 1893 (Filipines)
- Dysderina recondita Chickering, 1951 (Panamà)
- Dysderina rigida Chickering, 1968 (Panamà)
- Dysderina rugosa Bristowe, 1938 (Brasil)
- Dysderina scutata (O. P.-Cambridge, 1876) (Egipte)
- Dysderina seclEUA Chickering, 1951 (Panamà)
- Dysderina silvatica Chickering, 1951 (Panamà)
- Dysderina similis (Keyserling, 1881) (Colòmbia)
- Dysderina simla Chickering, 1968 (Trinidad)
- Dysderina soltina Chickering, 1968 (Saint Vincent)
- Dysderina speculifera Simon, 1907 (Sud-àfrica, Mozambique)
- Dysderina straba Fage, 1936 (Kenya)
- Dysderina sublaevis Simon, 1907 (Algèria)
- Dysderina termitophila Bristowe, 1938 (Brasil)
- Dysderina watina Chickering, 1968 (Costa Rica)
- Dysderina zinona Chickering, 1968 (Saint Vincent)

### Dysderoides
Dysderoides Fage, 1946
- Dysderoides micans (Simon, 1893) (Veneçuela)
- Dysderoides typhlos Fage, 1946 (Índia)

### Epectris
Epectris Simon, 1893
- Epectris aenobarbus Brignoli, 1978 (Bhutan)
- Epectris apicalis Simon, 1893 (Filipines)
- Epectris conujaingensis Xu, 1986 (Xina)
- Epectris mollis Simon, 1907 (Sri Lanka)

### Farqua
Farqua Saaristo, 2001
- Farqua quadrimaculata Saaristo, 2001 (Illes Farquhar)

### Ferchestina
Ferchestina Saaristo & Marusik, 2004
- Ferchestina storozhenkoi Saaristo & Marusik, 2004 (Rússia)

### Gamasomorpha
Gamasomorpha Karsch, 1881
- Gamasomorpha anhuiensis Song & Xu, 1984 (Xina)
- Gamasomorpha arabica Simon, 1893 (Orient Pròxim)
- Gamasomorpha austera Simon, 1898 (Seychelles)
- Gamasomorpha australis Hewitt, 1915 (Sud-àfrica)
- Gamasomorpha bipeltis (Thorell, 1895) (Myanmar)
- Gamasomorpha brasiliana Bristowe, 1938 (Brasil)
- Gamasomorpha camelina Simon, 1893 (Singapur)
- Gamasomorpha cataphracta Karsch, 1881 (Corea, Taiwan, Japó, Filipines)
- Gamasomorpha clarki Hickman, 1950 (Austràlia)
- Gamasomorpha clypeolaria Simon, 1907 (Índia)
- Gamasomorpha deksam Saaristo & van Harten, 2002 (Socotra)
- Gamasomorpha humicola Lawrence, 1947 (Sud-àfrica)
- Gamasomorpha humilis Mello-Leitão, 1920 (Brasil)
- Gamasomorpha inclEUA (Thorell, 1887) (Myanmar)
- Gamasomorpha insularis Simon, 1907 (Madeira, Bioko, Sao Tomé, Santa Helena, Maurici, Iemen, Seychelles)
- Gamasomorpha jeanneli Fage, 1936 (Kenya)
- Gamasomorpha kabulensis Roewer, 1960 (Afganistan)
- Gamasomorpha kraepelini Simon, 1905 (Java)
- Gamasomorpha kusumii Komatsu, 1963 (Japó)
- Gamasomorpha lalana Suman, 1965 (Hawaii)
- Gamasomorpha linzhiensis Hu, 2001 (Xina)
- Gamasomorpha longisetosa Lawrence, 1952 (Sud-àfrica)
- Gamasomorpha lucida Simon, 1893 (Filipines)
- Gamasomorpha lutzi (Petrunkevitch, 1929) (EUA fins a Panamà, Índies Occidentals)
- Gamasomorpha margaritae Denis, 1947 (Egipte)
- Gamasomorpha maschwitzi Wunderlich, 1995 (Malàisia)
- Gamasomorpha microps Simon, 1907 (Sri Lanka)
- Gamasomorpha minima Berland, 1942 (Illes Phoenix)
- Gamasomorpha mornensis Benoit, 1979 (Seychelles)
- Gamasomorpha m-scripta Birabén, 1954 (Argentina)
- Gamasomorpha nigrilineata Xu, 1986 (Xina)
- Gamasomorpha nigripalpis Simon, 1893 (Índia, Sri Lanka)
- Gamasomorpha nitida Simon, 1893 (Filipines)
- Gamasomorpha parmata (Thorell, 1890) (Sumatra, Java, Lombok)
- Gamasomorpha patquiana Birabén, 1954 (Argentina)
- Gamasomorpha perplexa Bryant, 1942 (Illes Verges)
- Gamasomorpha plana (Keyserling, 1883) (Perú)
- Gamasomorpha platensis Birabén, 1954 (Argentina)
- Gamasomorpha porcina Simon, 1909 (Vietnam)
- Gamasomorpha psyllodes Thorell, 1897 (Myanmar)
- Gamasomorpha puberula (Simon, 1893) (Veneçuela)
- Gamasomorpha pusilla Berland, 1914 (Àfrica Oriental)
- Gamasomorpha rufa Banks, 1898 (Mèxic)
- Gamasomorpha sculptilis Thorell, 1897 (Myanmar)
- Gamasomorpha semitecta Simon, 1907 (Sumatra)
- Gamasomorpha servula Simon, 1908 (Oest d'Austràlia)
- Gamasomorpha seximpressa Simon, 1907 (Java)
- Gamasomorpha silvestris (Simon, 1893) (Veneçuela)
- Gamasomorpha simplex (Simon, 1891) (Saint Vincent)
- Gamasomorpha subclathrata Simon, 1907 (Sri Lanka)
- Gamasomorpha taprobanica Simon, 1893 (Índia, Sri Lanka)
- Gamasomorpha testudinella Berland, 1914 (Àfrica Oriental)
- Gamasomorpha tovarensis (Simon, 1893) (Veneçuela)
- Gamasomorpha vianai Birabén, 1954 (Argentina)
- Gamasomorpha wasmanniae Mello-Leitão, 1939 (Argentina)

### Grymeus
Grymeus Harvey, 1987
- Grymeus barbatus Harvey, 1987 (Sud d'Austràlia)
- Grymeus robertsi Harvey, 1987 (Victòria)
- Grymeus yanga Harvey, 1987 (Victòria, Nova Gal·les del Sud)

### Heteroonops
Heteroonops Dalmas, 1916
- Heteroonops colombi Dumitrescu & Georgescu, 1983 (Cuba)
- Heteroonops spinimanus (Simon, 1891) (EUA fins a Panamà, Índies Occidentals, Santa Helena, Seychelles)

### Hypnoonops
Hypnoonops Benoit, 1977
- Hypnoonops lejeunei Benoit, 1977 (Congo)

### Hytanis
Hytanis Simon, 1893
- Hytanis oblonga Simon, 1893 (Veneçuela)

### Ischnothyrella
Ischnothyrella Saaristo, 2001
- Ischnothyrella jivani (Benoit, 1979) (Seychelles)

### Ischnothyreus
Ischnothyreus Simon, 1893
- Ischnothyreus aculeatus (Simon, 1893) (Sumatra, Filipines)
- Ischnothyreus bipartitus Simon, 1893 (Sri Lanka)
- Ischnothyreus browni Chickering, 1968 (Costa Rica)
- Ischnothyreus deccanensis Tikader & Malhotra, 1974 (Índia)
- Ischnothyreus flagellichelis Xu, 1989 (Xina)
- Ischnothyreus indressus Chickering, 1968 (Illes Verges i Leeward)
- Ischnothyreus khamis Saaristo & van Harten, 2006 (Iemen)
- Ischnothyreus lanutoo Marples, 1955 (Samoa)
- Ischnothyreus linzhiensis Hu, 2001 (Xina)
- Ischnothyreus lymphaseus Simon, 1893 (Sri Lanka)
- Ischnothyreus narutomii (Nakatsudi, 1942) (Taiwan, Japó)
- Ischnothyreus pacificus Roewer, 1963 (Micronèsia)
- Ischnothyreus peltifer (Simon, 1891) (EUA fins a Panamà, Índies Occidentals, Santa Helena, Iemen, Xina, Taiwan, Hawaii)
- Ischnothyreus serpentinum Saaristo, 2001 (Seychelles)
- Ischnothyreus shillongensis Tikader, 1968 (Índia, Bhutan)
- Ischnothyreus subaculeatus Roewer, 1938 (Moluques)
- Ischnothyreus velox Jackson, 1908 (Seychelles, Europa (introduïda))
- Ischnothyreus vestigator Simon, 1893 (Sri Lanka)
- Ischnothyreus yueluensis Yin & Wang, 1984 (Xina)

### Kapitia
Kapitia Forster, 1956
- Kapitia obscura Forster, 1956 (Nova Zelanda)

### Khamisia
Khamisia Saaristo & van Harten, 2006
- Khamisia banisad Saaristo & van Harten, 2006 (Iemen)

### Kijabe
Kijabe Berland, 1914
- Kijabe ensifera Caporiacco, 1949 (Kenya)
- Kijabe paradoxa Berland, 1914 (Àfrica Oriental)

### Lionneta
Lionneta Benoit, 1979
- Lionneta gerlachi Saaristo, 2001 (Seychelles)
- Lionneta mahensis Benoit, 1979 (Seychelles)
- Lionneta orophila (Benoit, 1979) (Seychelles)
- Lionneta praslinensis Benoit, 1979 (Seychelles)
- Lionneta savyi (Benoit, 1979) (Seychelles)
- Lionneta sechellensis Benoit, 1979 (Seychelles)
- Lionneta silhouettei Benoit, 1979 (Seychelles)
- Lionneta veli Saaristo, 2002 (Seychelles)

### Lisna
Lisna Saaristo, 2001
- Lisna triXinalis (Benoit, 1979) (Seychelles)

### Lucetia
Lucetia Dumitrescu & Georgescu, 1983
- Lucetia distincta Dumitrescu & Georgescu, 1983 (Cuba, Veneçuela)

### Marsupopaea
Marsupopaea Cooke, 1972
- Marsupopaea sturmi Cooke, 1972 (Colòmbia)

### Matyotia
Matyotia Saaristo, 2001
- Matyotia tetraspinosus Saaristo, 2001 (Seychelles)

### Myrmecoscaphiella
Myrmecoscaphiella Mello-Leitão, 1926
- Myrmecoscaphiella borgmeyeri Mello-Leitão, 1926 (Brasil)

### Myrmopopaea
Myrmopopaea Reimoser, 1933
- Myrmopopaea jacobsoni Reimoser, 1933 (Sumatra)

### Neoxyphinus
Neoxyphinus Birabén, 1953
- Neoxyphinus ogloblini Birabén, 1953 (Argentina)
- Neoxyphinus xyphinoides (Chamberlin & Ivie, 1942) (Guyana)

### Nephrochirus
Nephrochirus Simon, 1910
- Nephrochirus copulatus Simon, 1910 (Namíbia)

### Oonopinus
Oonopinus Simon, 1893
- Oonopinus angustatus (Simon, 1882) (Espanya, França, Còrsega, Algèria)
- Oonopinus argentinus Birabén, 1955 (Argentina)
- Oonopinus aurantiacus Simon, 1893 (Veneçuela)
- Oonopinus bistriatus Simon, 1907 (Sierra Leone)
- Oonopinus centralis Gertsch, 1941 (Panamà)
- Oonopinus hunus Suman, 1965 (Hawaii)
- Oonopinus ionicus Brignoli, 1979 (Grècia)
- Oonopinus kilikus Suman, 1965 (Seychelles, Hawaii)
- Oonopinus modestus Chickering, 1951 (Panamà)
- Oonopinus oceanicus Marples, 1955 (Samoa, Niue)
- Oonopinus pilulus Suman, 1965 (Xina, Hawaii)
- Oonopinus pretiosus Bryant, 1942 (Illes Verges)
- Oonopinus pruvotae Berland, 1929 (Nova Caledònia)

### Oonopoides
Oonopoides Bryant, 1940
- Oonopoides bolivari Dumitrescu & Georgescu, 1987 (Veneçuela)
- Oonopoides cavernicola Dumitrescu & Georgescu, 1983 (Cuba)
- Oonopoides habanensis Dumitrescu & Georgescu, 1983 (Cuba)
- Oonopoides humboldti Dumitrescu & Georgescu, 1983 (Cuba)
- Oonopoides maxillaris Bryant, 1940 (Cuba)
- Oonopoides orghidani Dumitrescu & Georgescu, 1983 (Cuba)
- Oonopoides pilosus Dumitrescu & Georgescu, 1983 (Cuba)
- Oonopoides singularis Dumitrescu & Georgescu, 1983 (Cuba)
- Oonopoides zullinii Brignoli, 1974 (Mèxic)

### Oonops
Oonops Templeton, 1835
- Oonops acanthopus Simon, 1907 (Brasil)
- Oonops alticola Berland, 1914 (Àfrica Oriental)
- Oonops amacus Chickering, 1970 (Trinidad)
- Oonops amoenus Dalmas, 1916 (França)
- Oonops anoxus Chickering, 1970 (Panamà)
- Oonops aristelus Chickering, 1972 (Antigua)
- Oonops balanus Chickering, 1971 (Índies Occidentals)
- Oonops caecus Benoit, 1975 (Lesotho)
- Oonops castellus Chickering, 1971 (Cuba fins a Illes Verges)
- Oonops chickeringi Brignoli, 1974 (Mèxic)
- Oonops chilapensis Chamberlin & Ivie, 1936 (Mèxic)
- Oonops citrinus Berland, 1914 (Àfrica Oriental)
- Oonops cubanus Dumitrescu & Georgescu, 1983 (Cuba)
- Oonops cuervus Gertsch & Davis, 1942 (Mèxic)
- Oonops delegenus Chickering, 1972 (Puerto Rico)
- Oonops domesticus Dalmas, 1916 (Europa Occidental fins a Rússia)
- Oonops donaldi Chickering, 1951 (Panamà)
- Oonops ebenecus Chickering, 1972 (Puerto Rico)
- Oonops endicus Chickering, 1971 (Bahames)
- Oonops erinaceus Benoit, 1977 (Santa Helena)
- Oonops figuratus Simon, 1891 (Saint Vincent, Veneçuela)
- Oonops floridanus (Chamberlin & Ivie, 1935) (EUA)
- Oonops furtivus Gertsch, 1936 (EUA)
- Oonops gertschi Chickering, 1971 (Bahames)
- Oonops globimanus Simon, 1891 (Saint Vincent, Veneçuela)
- Oonops hasselti Strand, 1906 (Escandinàvia)
- Oonops itascus Chickering, 1970 (Trinidad)
- Oonops leai Rainbow, 1920 (Illa Lord Howe)
- Oonops leitaoni Bristowe, 1938 (Brasil)
- Oonops longespinosus Denis, 1937 (Algèria)
- Oonops longipes Berland, 1914 (Àfrica Oriental)
- Oonops loxoscelinus Simon, 1893 (Veneçuela)
- Oonops lubricus Dalmas, 1916 (França)
- Oonops mahnerti Brignoli, 1974 (Grècia)
- Oonops mckenziei Gertsch, 1977 (Mèxic)
- Oonops minutus Dumitrescu & Georgescu, 1983 (Cuba)
- Oonops mitchelli Gertsch, 1977 (Mèxic)
- Oonops nigromaculatus Mello-Leitão, 1944 (Argentina)
- Oonops oblucus Chickering, 1972 (Jamaica)
- Oonops olitor Simon, 1910 (Algèria)
- Oonops ornatus Chickering, 1970 (Panamà)
- Oonops pallidulus (Chickering, 1951) (Panamà, Jamaica)
- Oonops persitus Chickering, 1970 (Panamà)
- Oonops petulans Gertsch & Davis, 1942 (Mèxic)
- Oonops placidus Dalmas, 1916 (França)
  - Oonops placidus corsicus Dalmas, 1916 (França, Itàlia)
- Oonops procerus Simon, 1882 (França, Espanya)
- Oonops propinquus Dumitrescu & Georgescu, 1983 (Cuba)
- Oonops puebla Gertsch & Davis, 1942 (Mèxic)
- Oonops pulcher Templeton, 1835 (Europa fins a Ucraïna, Àfrica del Nord, Tasmània)
  - Oonops pulcher hispanicus Dalmas, 1916 (Espanya)
- Oonops pulicarius Simon, 1891 (Saint Vincent, Veneçuela)
- Oonops reddelli Gertsch, 1977 (Mèxic)
- Oonops reticulatus Petrunkevitch, 1925 (Costa Rica, Panamà, Puerto Rico, Trinidad)
- Oonops ronoxus Chickering, 1971 (Illes Verges)
- Oonops rowlandi Gertsch, 1977 (Mèxic)
- Oonops sativus Chickering, 1970 (Trinidad)
- Oonops secretus Gertsch, 1936 (EUA)
- Oonops sicorius Chickering, 1970 (Curaçao)
- Oonops singulus Gertsch & Davis, 1942 (Mèxic)
- Oonops sonora Gertsch & Davis, 1942 (Mèxic)
- Oonops stylifer Gertsch, 1936 (EUA)
- Oonops tectulus Chickering, 1970 (Trinidad)
- Oonops tenebus Chickering, 1970 (Panamà)
- Oonops tolucanus Gertsch & Davis, 1942 (Mèxic)
- Oonops trapellus Chickering, 1970 (Trinidad)
- Oonops triangulipes Karsch, 1881 (Micronèsia)
- Oonops tubulatus Dalmas, 1916 (Portugal, Algèria)
- Oonops tucumanus Simon, 1907 (Argentina)
- Oonops validus Bryant, 1948 (Hispaniola)
- Oonops vestus Chickering, 1970 (Trinidad)
- Oonops viridans Bryant, 1942 (Puerto Rico)
- Oonops zeteki Chickering, 1951 (Panamà)

### Opopaea
Opopaea Simon, 1891
- Opopaea ambigua Simon, 1893 (Sri Lanka)
- Opopaea atlantica (Benoit, 1977) (Santa Helena)
- Opopaea bandina Chickering, 1969 (EUA)
- Opopaea banksi (Hickman, 1950) (Austràlia)
- Opopaea batanguena Barrion & Litsinger, 1995 (Filipines)
- Opopaea berlandi (Simon & Fage, 1922) (Àfrica Oriental)
- Opopaea calona Chickering, 1969 (EUA)
- Opopaea concolor (Blackwall, 1859) (Madeira, Illes Canàries, Iemen)
- Opopaea cornuta Yin & Wang, 1984 (Xina)
- Opopaea cupida (Keyserling, 1881) (Colòmbia)
- Opopaea deserticola Simon, 1891 (EUA, Índies Occidentals, Seychelles)
- Opopaea devia Gertsch, 1936 (EUA)
- Opopaea euphorbicola Strand, 1909 (Illa Ascension)
- Opopaea floridana (Banks, 1896) (EUA)
- Opopaea fosuma Burger, 2002 (Sumatra)
- Opopaea foveolata Roewer, 1963 (Micronèsia)
- Opopaea guaraniana Birabén, 1954 (Argentina)
- Opopaea hoplites (Berland, 1914) (Àfrica Oriental)
- Opopaea ita Ott, 2003 (Brasil)
- Opopaea kulczynskii (Berland, 1914) (Àfrica Oriental)
- Opopaea lena Suman, 1965 (Tailàndia, Seychelles, Hawaii)
- Opopaea mattica Simon, 1893 (Gabon)
- Opopaea media Song & Xu, 1984 (Xina)
- Opopaea meditata Gertsch & Davis, 1936 (EUA)
- Opopaea nibasa Saaristo & van Harten, 2006 (Iemen)
- Opopaea plumula Yin & Wang, 1984 (Xina)
- Opopaea probosciella Saaristo, 2001 (Seychelles)
- Opopaea punctata (O. P.-Cambridge, 1872) (Pantropical)
- Opopaea recondita Chickering, 1951 (Panamà)
- Opopaea sallami Saaristo & van Harten, 2006 (Iemen)
- Opopaea sanaa Saaristo & van Harten, 2006 (Iemen)
- Opopaea santschii Brignoli, 1974 (Tunísia)
- Opopaea sauteri Brignoli, 1974 (Taiwan)
- Opopaea sedata Gertsch & Mulaik, 1940 (EUA)
- Opopaea silhouettei (Benoit, 1979) (Seychelles, Rapa Nui)
- Opopaea simoni (Berland, 1914) (Àfrica Oriental)
- Opopaea speciosa (Lawrence, 1952) (Sud-àfrica, Iemen)
- Opopaea spinosa Saaristo & van Harten, 2006 (Iemen)
- Opopaea sponsa Brignoli, 1978 (Bhutan)
- Opopaea suspecta Saaristo, 2002 (Seychelles)
- Opopaea syarakui (Komatsu, 1967) (Japó)
- Opopaea timida Chickering, 1951 (Panamà)
- Opopaea viamao Ott, 2003 (Brasil)

### Orchestina
Orchestina Simon, 1882
- Orchestina aerumnae Brignoli, 1978 (Bhutan)
- Orchestina algerica Dalmas, 1916 (Algèria)
- Orchestina arabica Dalmas, 1916 (Iemen)
- Orchestina bedu Saaristo & van Harten, 2002 (Socotra)
- Orchestina cincta Simon, 1893 (Sud-àfrica)
- Orchestina dalmasi Denis, 1956 (Marroc)
- Orchestina dentifera Simon, 1893 (Sri Lanka)
- Orchestina dubia O. P.-Cambridge, 1911 (Bretanya (introduïda))
- Orchestina ebriola Brignoli, 1972 (Grècia)
- Orchestina elegans Simon, 1893 (Filipines)
- Orchestina flagella Saaristo & van Harten, 2006 (Iemen)
- Orchestina flava Ono, 2005 (Japó)
- Orchestina foa Saaristo & van Harten, 2002 (Socotra)
- Orchestina hammamali Saaristo & van Harten, 2006 (Iemen)
- Orchestina justini Saaristo, 2001 (Seychelles)
- Orchestina lahj Saaristo & van Harten, 2006 (Iemen)
- Orchestina launcestoniensis Hickman, 1932 (Tasmània)
- Orchestina longipes Dalmas, 1922 (Itàlia)
- Orchestina manicata Simon, 1893 (Iemen, Sri Lanka, Vietnam)
- Orchestina maureen Saaristo, 2001 (Seychelles)
- Orchestina minutissima Denis, 1937 (Algèria)
- Orchestina mirabilis Saaristo & van Harten, 2006 (Iemen)
- Orchestina moaba Chamberlin & Ivie, 1935 (EUA)
- Orchestina nadleri Chickering, 1969 (EUA)
- Orchestina obscura Chamberlin & Ivie, 1942 (EUA)
- Orchestina okitsui Oi, 1958 (Japó)
- Orchestina paupercula Dalmas, 1916 (Gabon)
- Orchestina pavesii (Simon, 1873) (Espanya fins a Eslovàquia, Bulgària, Algèria, Illes Canàries, Iemen)
- Orchestina pilifera Dalmas, 1916 (Sri Lanka)
- Orchestina saltabunda Simon, 1893 (Veneçuela)
- Orchestina saltitans Banks, 1894 (EUA)
- Orchestina sanguinea Oi, 1958 (Japó)
- Orchestina sechellorum Benoit, 1979 (Seychelles)
- Orchestina setosa Dalmas, 1916 (França, Itàlia)
- Orchestina simoni Dalmas, 1916 (França, Itàlia, Grècia)
- Orchestina sinensis Xu, 1987 (Xina)
- Orchestina striata Simon, 1909 (Vietnam)
- Orchestina thoracica Xu, 1987 (Xina)
- Orchestina tubifera Simon, 1893 (Sri Lanka)
- Orchestina utahana Chamberlin & Ivie, 1935 (EUA)
- Orchestina vainuia Marples, 1955 (Samoa)

### Patri
Patri Saaristo, 2001
- Patri david (Benoit, 1979) (Seychelles)

### Pelicinus
Pelicinus Simon, 1891
- Pelicinus mahei (Benoit, 1979) (Illes Canàries, Seychelles)
- Pelicinus marmoratus Simon, 1891 (Saint Vincent)
- Pelicinus vernalis (Bryant, 1945) (EUA)

### Pescennina
Pescennina Simon, 1903
- Pescennina epularis Simon, 1903 (Veneçuela)

### Plectoptilus
Plectoptilus Simon, 1905
- Plectoptilus myops Simon, 1905 (Java)

### Prida
Prida Saaristo, 2001
- Prida sechellensis (Benoit, 1979) (Seychelles)

### Prodysderina
Prodysderina Dumitrescu & Georgescu, 1987
- Prodysderina armata (Simon, 1891) (Veneçuela)
- Prodysderina spinigera (Simon, 1891) (Antilles Petites, Veneçuela)

### Pseudoscaphiella
Pseudoscaphiella Simon, 1907
- Pseudoscaphiella parasita Simon, 1907 (Sud-àfrica)

### Pseudotriaeris
Pseudotriaeris Brignoli, 1974
- Pseudotriaeris karschi (Bösenberg & Strand, 1906) (Xina, Japó)

### Scaphiella
Scaphiella Simon, 1891
- Scaphiella agocena Chickering, 1968 (Curaçao)
- Scaphiella argentina Birabén, 1954 (Argentina)
- Scaphiella barroana Gertsch, 1941 (Panamà)
- Scaphiella bordoni Dumitrescu & Georgescu, 1987 (Veneçuela)
- Scaphiella bryantae Dumitrescu & Georgescu, 1983 (Cuba)
- Scaphiella curlena Chickering, 1968 (Jamaica)
- Scaphiella cymbalaria Simon, 1891 (Saint Vincent, Veneçuela)
- Scaphiella gertschi Chickering, 1951 (Jamaica, Panamà)
- Scaphiella hespera Chamberlin, 1924 (Mèxic)
- Scaphiella iguala Gertsch & Davis, 1942 (Mèxic)
- Scaphiella itys Simon, 1893 (Veneçuela)
- Scaphiella juvenilis (Gertsch & Davis, 1936) (EUA)
- Scaphiella kalunda Chickering, 1968 (Illes Verges)
- Scaphiella litoris Chamberlin, 1924 (Mèxic)
- Scaphiella maculata Birabén, 1955 (Argentina)
- Scaphiella schmidti Reimoser, 1939 (Costa Rica)
- Scaphiella scutata Chickering, 1968 (Jamaica, Curaçao)
- Scaphiella scutiventris Simon, 1893 (Veneçuela)
- Scaphiella septella Chickering, 1968 (Illes Verges)
- Scaphiella simla Chickering, 1968 (Trinidad)
- Scaphiella ula Suman, 1965 (Hawaii)
- Scaphiella weberi Chickering, 1968 (Trinidad)
- Scaphiella williamsi Gertsch, 1941 (Panamà)

### Silhouettella
Silhouettella Benoit, 1979
- Silhouettella assumptia Saaristo, 2001 (Illa Assumpció, Illes Farquar)
- Silhouettella curieusei Benoit, 1979 (Seychelles)
- Silhouettella loricatula (Roewer, 1942) (Europa fins a l'Àsia central, Àfrica del Nord, Illes Canàries)
- Silhouettella usgutra Saaristo & van Harten, 2002 (Socotra)

### Simonoonops
Simonoonops Harvey, 2002
- Simonoonops orghidani (Dumitrescu & Georgescu, 1987) (Veneçuela)

### Socotroonops
Socotroonops Saaristo & van Harten, 2002
- Socotroonops socotra Saaristo & van Harten, 2002 (Socotra)

### Stenoonops
Stenoonops Simon, 1891
- Stenoonops cletus Chickering, 1969 (Jamaica)
- Stenoonops dimotus Chickering, 1969 (Jamaica)
- Stenoonops econotus Chickering, 1969 (Puerto Rico)
- Stenoonops egenulus Simon, 1893 (Veneçuela)
- Stenoonops halatus Chickering, 1969 (Antigua)
- Stenoonops hoffi Chickering, 1969 (Cuba, Jamaica)
- Stenoonops insolitus Chickering, 1969 (Jamaica)
- Stenoonops lucradus Chickering, 1969 (Illes Verges)
- Stenoonops macabus Chickering, 1969 (Jamaica)
- Stenoonops minutus Chamberlin & Ivie, 1935 (EUA, Bahames)
- Stenoonops nitens Bryant, 1942 (Illes Verges)
- Stenoonops noctucus Chickering, 1969 (Illes Verges)
- Stenoonops opisthornatus Benoit, 1979 (Seychelles)
- Stenoonops padiscus Chickering, 1969 (Jamaica)
- Stenoonops petrunkevitchi Chickering, 1951 (Panamà)
- Stenoonops phonetus Chickering, 1969 (Puerto Rico)
- Stenoonops portoricensis Petrunkevitch, 1929 (Puerto Rico)
- Stenoonops reductus (Bryant, 1942) (Illes Verges)
- Stenoonops scabriculus Simon, 1891 (Índies Occidentals)

### Sulsula
Sulsula Simon, 1882
- Sulsula parvimana (Simon, 1910) (Namíbia)
- Sulsula pauper (O. P.-Cambridge, 1876) (Algèria, Egipte)

### Tapinesthis
Tapinesthis Simon, 1914
- Tapinesthis inermis (Simon, 1882) (Europa (EUA, introduïda))

### Telchius
Telchius Simon, 1893
- Telchius barbarus Simon, 1893 (Algèria)
- Telchius maculosus Denis, 1952 (Marroc)
- Telchius transvaalicus Simon, 1907 (Sud-àfrica)

### Termitoonops
Termitoonops Benoit, 1964
- Termitoonops apicarquieri Benoit, 1975 (Congo)
- Termitoonops bouilloni Benoit, 1964 (Congo)
- Termitoonops faini Benoit, 1964 (Congo)
- Termitoonops furculitermitis Benoit, 1975 (Congo)
- Termitoonops spinosissimus Benoit, 1964 (Congo)

### Triaeris
Triaeris Simon, 1891
- Triaeris barela Gajbe, 2004 (Índia)
- Triaeris berlandi Lawrence, 1952 (Congo, Gabon)
- Triaeris bodanus Chickering, 1968 (Trinidad)
- Triaeris equestris Simon, 1907 (Príncipe)
- Triaeris glenniei Fage, 1946 (Índia)
- Triaeris khashiensis Tikader, 1966 (Índia)
- Triaeris lepus Suman, 1965 (Hawaii)
- Triaeris lacandona Brignoli, 1974 (Guatemala)
- Triaeris macrophthalmus Berland, 1914 (Kenya)
  - Triaeris macrophthalmus cryptops Berland, 1914 (Kenya, Zanzíbar)
  - Triaeris macrophthalmus medius Berland, 1914 (Kenya)
- Triaeris manii Tikader & Malhotra, 1974 (Índia)
- Triaeris melghaticus Bastawade, 2005 (Índia)
- Triaeris nagarensis Tikader & Malhotra, 1974 (Índia)
- Triaeris nagpurensis Tikader & Malhotra, 1974 (Índia)
- Triaeris poonaensis Tikader & Malhotra, 1974 (Índia)
- Triaeris pusillus (Bryant, 1942) (Illes Verges, Nevis)
- Triaeris stenaspis Simon, 1891 (EUA fins a Veneçuela, Índies Occidentals; Europa (introduïda))

### Unicorn
Unicorn Platnick & Brescovit, 1995
- Unicorn argentina (Mello-Leitão, 1940) (Argentina)
- Unicorn catleyi Platnick & Brescovit, 1995 (Xile)
- Unicorn chacabuco Platnick & Brescovit, 1995 (Xile)
- Unicorn huanaco Platnick & Brescovit, 1995 (Bolívia)
- Unicorn socos Platnick & Brescovit, 1995 (Xile)
- Unicorn toconao Platnick & Brescovit, 1995 (Xile)

### Wanops
Wanops Chamberlin & Ivie, 1938
- Wanops coecus Chamberlin & Ivie, 1938 (Mèxic)

### Xestaspis
Xestaspis Simon, 1884
- Xestaspis loricata (L. Koch, 1873) (Austràlia, Micronèsia)
- Xestaspis nitida Simon, 1884 (Algèria, Iemen)
- Xestaspis parumpunctata Simon, 1893 (Sierra Leone)
- Xestaspis recurva Strand, 1906 (Etiòpia)
- Xestaspis reimoseri Fage, 1938 (Costa Rica)
- Xestaspis sertata Simon, 1907 (Bioko)
- Xestaspis sis Saaristo & van Harten, 2006 (Iemen)
- Xestaspis sublaevis Simon, 1893 (Sri Lanka)
- Xestaspis tumidula Simon, 1893 (Sierra Leone)
- Xestaspis Iemeni Saaristo & van Harten, 2006 (Iemen)

### Xiombarg
Xiombarg Brignoli, 1979
- Xiombarg plaumanni Brignoli, 1979 (Brasil, Argentina)

### Xyccarph
Xyccarph Brignoli, 1978
- Xyccarph migrans Höfer & Brescovit, 1996 (Brasil)
- Xyccarph myops Brignoli, 1978 (Brasil)
- Xyccarph tenuis (Vellard, 1924) (Brasil)
- Xyccarph wellingtoni Höfer & Brescovit, 1996 (Brasil)

### Xyphinus
Xyphinus Simon, 1893
- Xyphinus abanghamidi Deeleman-Reinhold, 1987 (Borneo)
- Xyphinus gibber Deeleman-Reinhold, 1987 (Borneo)
- Xyphinus hystrix Simon, 1893 (Singapur)
- Xyphinus lemniscatus Deeleman-Reinhold, 1987 (Borneo)
- Xyphinus montanus Deeleman-Reinhold, 1987 (Borneo)
- Xyphinus xanthus Deeleman-Reinhold, 1987 (Borneo)
- Xyphinus xelo Deeleman-Reinhold, 1987 (Malàisia)

### Yumates
Yumates Chamberlin, 1924
- Yumates angela Chamberlin, 1924 (Mèxic)
- Yumates nesophila Chamberlin, 1924 (Mèxic)

### Zyngoonops
Zyngoonops Benoit, 1977
- Zyngoonops clandestinus Benoit, 1977 (Congo)